# Plantas efémeras

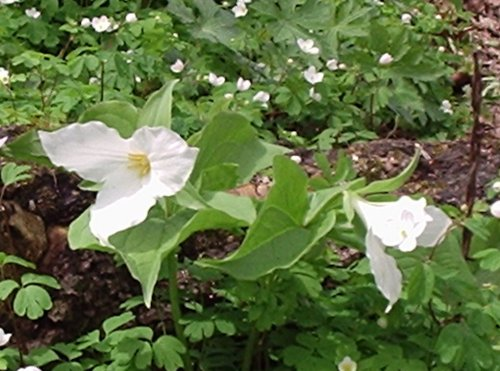
Trillium grandiflorum na frente e ao fundo Thalictrum thalictroides são plantas efémeras da primavera nas florestas caducifólias norte-americanas

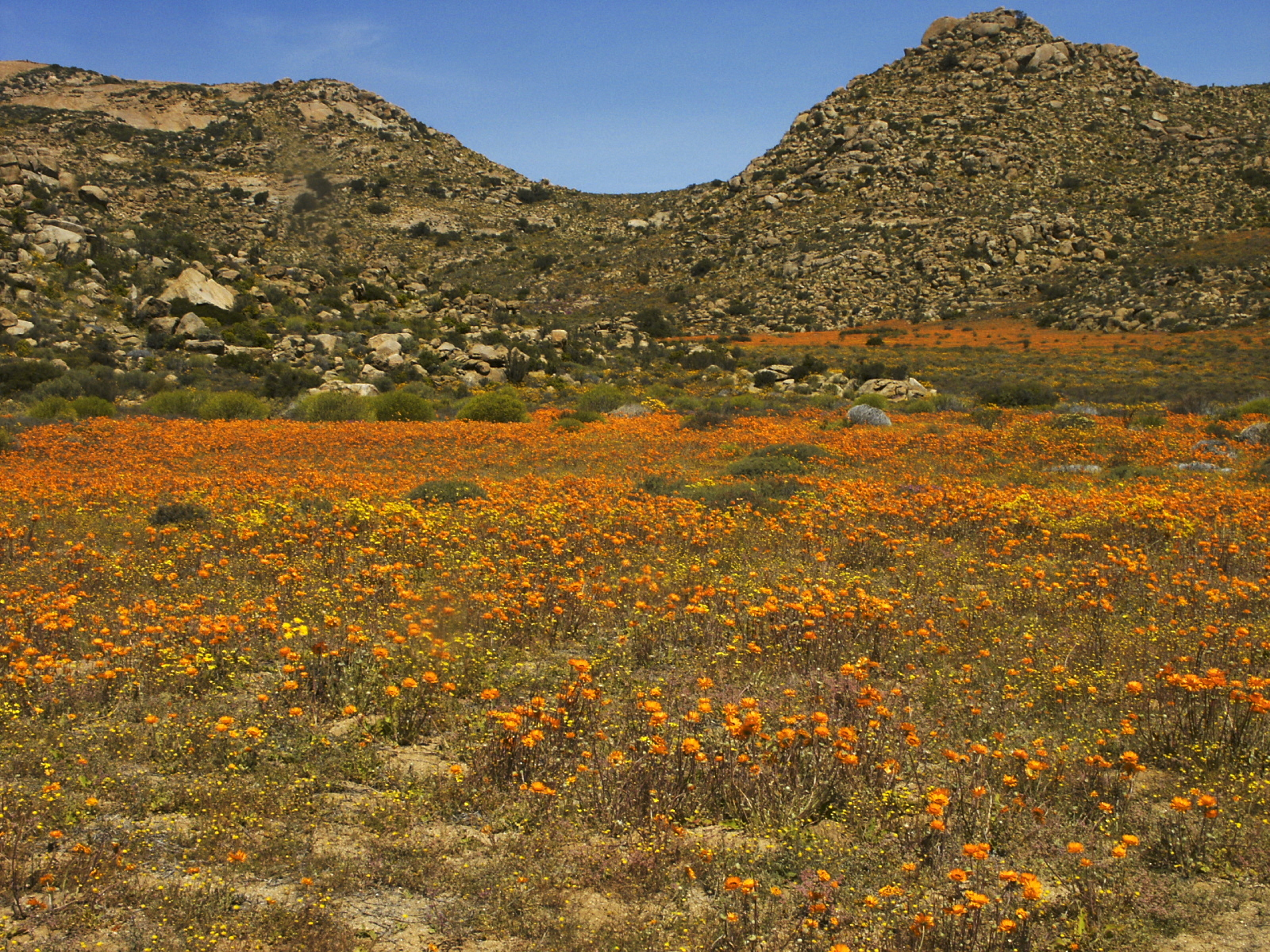
Reserva Natural de Goegap, Namaqualândia, o deserto nu, apresenta uma espantosa proliferação de flores das efémeras do deserto durante a curta estação chuvosa da primavera

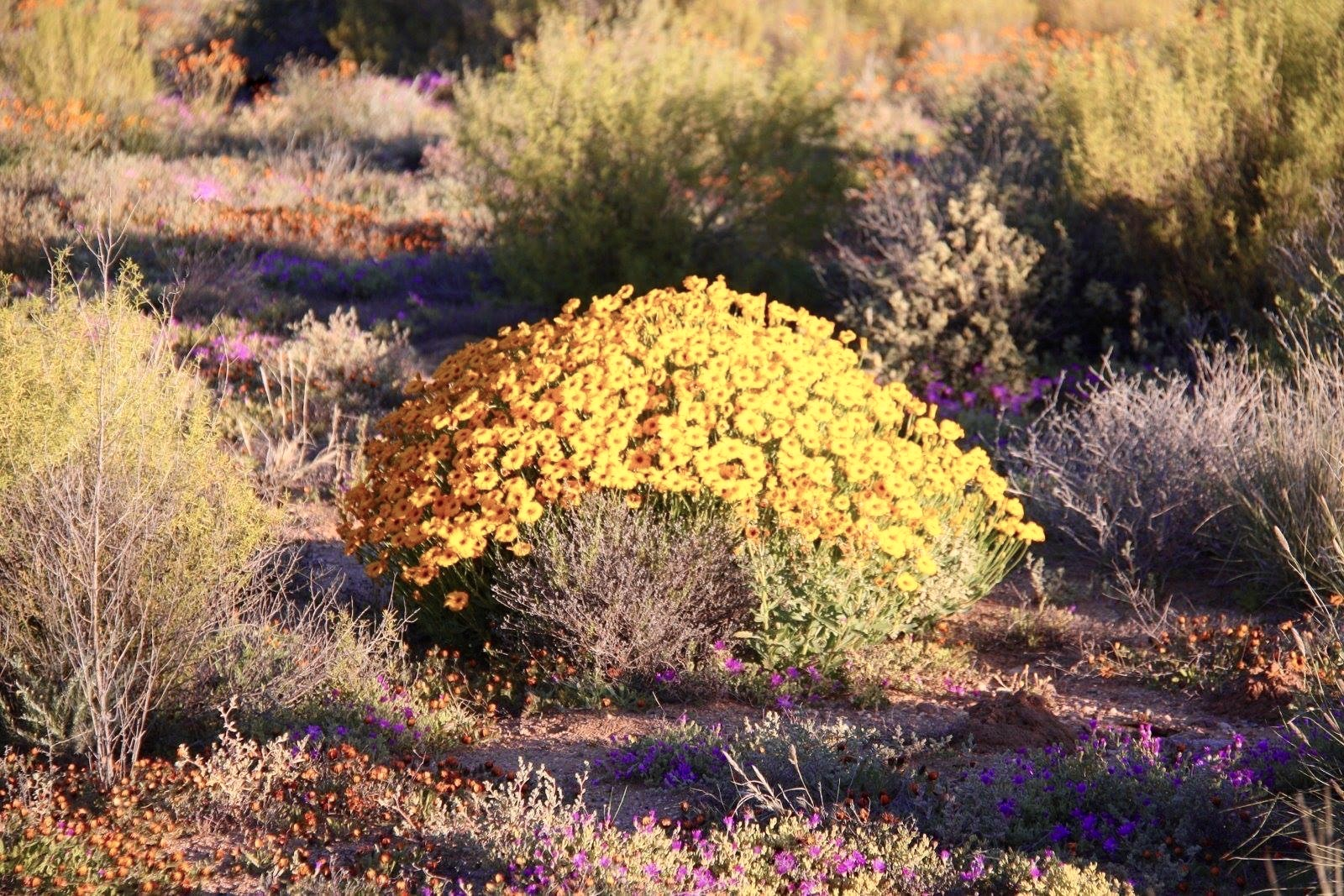
Efémeras desérticas em plena floração, Springbok

Uma planta efémera é marcada por curtos ciclos de vida. A palavra efémero significa transitório ou de curta duração. Em relação às plantas, refere-se a várias estratégias distintas de crescimento. 
A primeira,  efémera da Primavera, refere-se a plantas perenes que emergem rapidamente na primavera e voltam às partes subterrâneas após uma curta fase de crescimento e reprodução. 
Efémeras do deserto são plantas adaptadas para aproveitar os curtos períodos chuvosos em climas áridos. 
Efémeras paludosas ou pantanosas, aproveitam curtos períodos de água escassa. Em áreas sujeitas a distúrbios humanos recorrentes, como a lavoura, as ervas-daninhas efémeras são plantas de vida muito curta, cujo ciclo de vida inteiro dura menos que uma estação de crescimento. 
Em cada caso, a espécie possui um ciclo de vida programado para explorar um curto período em que os recursos existem com abundância. 

## Efémeras de Primavera
As efémeras da primavera consistem de flores silvestres perenes da floresta que desenvolvem partes aéreas (como caules, folhas e flores ) da planta no início de cada primavera e depois florescem rapidamente e produzem sementes. As folhas frequentemente murcham deixando apenas estruturas subterrâneas (raízes, rizomas e bulbos ) no resto do ano. Essa estratégia é comum em comunidades herbáceas de florestas decíduas, pois permite às pequenas plantas herbáceas captar altos níveis de luz solar que atingem o chão da floresta antes da formação de dósseis por plantas lenhosas de alto porte. Os exemplos incluem: belezas da primavera, trilliums e prenúncio da primavera. 

## Efémeras do deserto
As efémeras do deserto, como Arabidopsis thaliana, são plantas sazonais adaptadas a aproveitar ao máximo as breves temporadas favoráveis nos desertos. Plantas anuais em desertos podem usar a estratégia efémera das ervas daninhas para sobreviver no ambiente inóspito do deserto. Essas espécies sobrevivem às estações secas através da dormência das sementes. Como alternativa, algumas plantas perenes do deserto podem secar à superfície e manter as partes subterrâneas dormentes na ausência de água suficiente. 